# Eadric de Kent
Eadric, fill del rei Ecgberht I va ser governant de Kent juntament al seu oncle Hlothhere i després d'assassinar-lo va governar en solitari durant divuit mesos, entre el 685 i el 686.
La legislació signada amb el nom de Hlothhere i d'Eadric demostra que van governar conjuntament durant un temps. La relació entre ambdós es devia espatllar en algun moment perquè Hlothhere el va fer fora del país, llavors va aplegar un exèrcit de saxons del sud i va anar contra ell. L'oncle va morir de les ferides fetes durant l'enfrontament i el 6 de febrer del 685 Eadric va esdevenir rei únic de Kent.
Poc després el país va ser atacat pels saxons de l'oest, comandats per Caedwalla. Eadric encara regnava el juny del 686, però en uns annals dels francs consta que va morir el 31 d'agost del 687.